# Paulinho da Viola
Paulo César Batista de Faria (Río de Janeiro, 12 de noviembre de 1942), más conocido como Paulinho da Viola, es un guitarrista y compositor brasileño, uno de los más importantes de la música de este país y probablemente el más destacado representante de la Escuela de Samba de Portela de la ciudad carioca. Está considerado un heredero del legado de compositores como Cartola, Candeia y Nelson Cavaquinho.
Paulinho da Viola también es famoso por su actividad como comentarista de los desfiles carnavalescos de Río (cuyas últimas ediciones ha criticado duramente por considerarlas de carácter puramente comercial) y por su carácter bonachón.

## Biografía
Hijo del gran guitarrista Cesar Faria, Paulinho creció en un ambiente musical por naturaleza. Durante su infancia en Botafogo, barrio tradicional de la zona sur de Río, tuvo contacto constante con la música a través de su padre, integrante del conjunto Época de Ouro. En los ensayos del conjunto, Paulinho conoció a Jacob do Bandolim y Pixinguinha, entre muchos otros músicos que se reunían para tocar choro o cantar valsas y sambas de diferentes épocas.
A lo largo de los años 70, Paulinho grabó una media de un disco por año, ganó diversos premios y actuó por varias ciudades en Brasil y de todo el mundo. Ya en los 80, grabó cuatro discos más y se mantuvo como uno de los principales nombres del samba del país. En los 90, entró en una nueva fase, en la que la prensa y los críticos empezaron a verlo como un músico más sofisticado y maduro, aun sin perder su popularidad, como lo demuestran uno de sus más importantes trabajos, el álbum Bebadosamba y el espectáculo homónimo.
El trabajo de Paulinho hoy es visto como un lazo entre diversas tradiciones populares, como el samba, el carnaval y el choro, a lo que habría que añadir sus incursiones en la composición de temas para guitarra y piezas de vanguardia.

## Discografía

### Con el conjunto A Voz do Morro
- Roda de samba (1965).
- Roda de samba 2 (1966).
- Os sambistas (1968).

### En solitario
- Paulinho da Viola (1968).
- Foi um rio que passou em minha vida (1970).
- Paulinho da Viola (1971).
- Paulinho da Viola (1971).
- A dança da solidão (1972).
- Nervos de aço (1973).
- Paulinho da Viola (1975).
- Memórias chorando (1976).
- Memórias cantando (1976).
- Paulinho da Viola (1978).
- Zumbido (1979).
- Paulinho da Viola (1981)
- A toda hora rola uma estória (1982).
- Prisma luminoso (1983).
- Eu canto samba (1989).
- Paulinho da Viola e Ensemble (1993).
- Bebadosamba (1996).
- Bebadachama (1997).
- Meu tempo é hoje (2003) - banda sonora del film del mismo nombre.
- MTV Acústico Paulinho da Viola (2007).

### Con Elton Medeiros
- Samba na madrugada (1968).

### Con Toquinho
- Sinal aberto (1999).

## Filmografía
- Meu tempo é hoje (2003) - documental sobre Paulinho da Viola.